# Challenger de Bucharest 2021
El Bucharest Open 2021 fue un torneo de tenis perteneciente al ATP Challenger Tour 2021 en la categoría Challenger 80. Se trató de la 1.ª edición, el torneo tuvo lugar en la ciudad de Bucharest (Rumania), desde el 20 hasta el 26 de septiembre de 2021 sobre pista de tierra batida.

## Cabezas de serie

### Individuales masculino
| Favorito | País                       | Jugador             | Rank1 | Posición en el torneo |
| -------- | -------------------------- | ------------------- | ----- | --------------------- |
| 1        | Bandera de Italia          | Stefano Travaglia   | 99    | Semifinales           |
| 2        | Bandera de Moldavia        | Radu Albot          | 105   | Segunda ronda         |
| 3        | Bandera de Australia       | Thanasi Kokkinakis  | 180   | Cuartos de final      |
| 4        | Bandera de República Checa | Zdeněk Kolář        | 185   | Primera ronda         |
| 5        | Bandera de la India        | Sumit Nagal         | 186   | Primera ronda         |
| 6        | Bandera de Alemania        | Maximilian Marterer | 197   | Segunda ronda         |
| 7        | Bandera de República Checa | Vít Kopřiva         | 198   | Segunda ronda         |
| 8        | Bandera de República Checa | Jiří Lehečka        | 201   | CAMPEÓN               |

- 1 Se ha tomado en cuenta el ranking del 13 de septiembre de 2021.

### Otros participantes
Los siguientes jugadores recibieron una invitación (wild card), por lo tanto ingresan directamente al cuadro principal (WC):
- Nicolae Frunză
- David Ionel
- Ștefan Paloși

Los siguientes jugadores ingresan al cuadro principal tras disputar el cuadro clasificatorio (Q):
- Matteo Arnaldi
- Iván Gájov
- Calvin Hemery
- Dragoș Nicolae Mădăraș

## Campeones

### Individual Masculino
- Jiří Lehečka derrotó en la final a  Filip Horanský, 6–3, 6–2

### Dobles Masculino
- Ruben Gonzales /  Hunter Johnson derrotaron en la final a  Maximilian Marterer /  Lukáš Rosol, 1–6, 6–2, [10–3]